# Taça Prata de Voleibol Masculino
A Taça Prata de Voleibol Masculino é uma competição organizada anualmente pela Confederação Brasileira de Voleibol através da Unidade de Competições Nacionais. A competição é uma espécie de terceiro nível do Campeonato Brasileiro de Voleibol Masculino, a principal competição entre clubes de voleibol masculino do Brasil, servindo como porta de acesso dos clubes à Superliga - Série B.
A primeira edição ocorreu em 2016 e obtiveram o acesso à Segunda Divisão quatro equipes: SESC, do Rio de Janeiro, Rádio Clube/AVP Voleibol, do Mato Grosso do Sul, além do Clube Montecristo e do Clube Jaó, ambos de Goiás. Participaram do torneio sete equipes provenientes de cinco estados brasileiros. A competição que inicialmente daria três vagas à Série B de 2017, acabou promovendo quatro equipes devido a desistência do Voleisul/Paquetá Esportes em disputar a segunda divisão nacional.

## Resultados
- Em 2016, não houve apuração do campeão, e as quatro equipes primeiras colocadas foram promovidas.